# Horgoš
Horgoš (izvirno srbsko Хоргош; madžarsko Horgos) je naselje v Srbiji, ki upravno spada pod Občino Kanjiža; slednja pa je del Severnobanatskega upravnega okraja.

## Demografija
V naselju, katerega izvirno (srbsko-cirilično) ime je Хоргош, živi 5043 polnoletnih prebivalcev, pri čemer je njihova povprečna starost 40,2 let (38,1 pri moških in 42,1 pri ženskah). Naselje ima 2439 gospodinjstev, pri čemer je povprečno število članov na gospodinjstvo 2,59.
To naselje je v glavnem madžarsko (glede na rezultate popisa iz leta 2002), a v času zadnjih treh popisov je opazno zmanjšanje števila prebivalcev.
|  |

| Demografija | Demografija     | Demografija     |
| Leto        | Št. prebivalcev | Št. prebivalcev |
| ----------- | --------------- | --------------- |
|             |                 |                 |
|             |                 |                 |
|             |                 |                 |
|             |                 |                 |
| 1948        | 7902            |                 |
| 1953        | 7768            |                 |
| 1961        | 7871            |                 |
| 1971        | 7823            |                 |
| 1981        | 7640            |                 |
| 1991        | 7201            | 7099            |
| 2002        | 6541            | 6325            |
|             |                 |                 |

| Etnična sestava po popisu iz leta 2002 | Etnična sestava po popisu iz leta 2002 | Etnična sestava po popisu iz leta 2002 | Etnična sestava po popisu iz leta 2002 | Etnična sestava po popisu iz leta 2002 |
| -------------------------------------- | -------------------------------------- | -------------------------------------- | -------------------------------------- | -------------------------------------- |
| Madžari                                | Madžari                                |                                        | 5.302                                  | 83,82%                                 |
| Srbi                                   | Srbi                                   |                                        | 436                                    | 6,89%                                  |
| Romi                                   | Romi                                   |                                        | 298                                    | 4,71%                                  |
| Jugoslovani                            | Jugoslovani                            |                                        | 114                                    | 1,80%                                  |
| Črnogorci                              | Črnogorci                              |                                        | 23                                     | 0,36%                                  |
| Hrvati                                 | Hrvati                                 |                                        | 20                                     | 0,31%                                  |
| Bunjevci                               | Bunjevci                               |                                        | 9                                      | 0,14%                                  |
| Albanci                                | Albanci                                |                                        | 6                                      | 0,09%                                  |
| Nemci                                  | Nemci                                  |                                        | 3                                      | 0,04%                                  |
| Ukrajinci                              | Ukrajinci                              |                                        | 1                                      | 0,01%                                  |
| Slovenci                               | Slovenci                               |                                        | 1                                      | 0,01%                                  |
| Slovaki                                | Slovaki                                |                                        | 1                                      | 0,01%                                  |
| Rusini                                 | Rusini                                 |                                        | 1                                      | 0,01%                                  |
| Romuni                                 | Romuni                                 |                                        | 1                                      | 0,01%                                  |
| Muslimani                              | Muslimani                              |                                        | 1                                      | 0,01%                                  |
| Makedonci                              | Makedonci                              |                                        | 1                                      | 0,01%                                  |
| Neznano                                | Neznano                                |                                        | 3                                      | 0,04%                                  |